# 中島椿
中島 椿（なかしま つばき、10月1日 - ）は、日本の漫画家。東京都出身。
集英社の漫画雑誌「りぼん」の作家陣の一員。「りぼんオリジナル」2005年2月号に発表した『カウント10!』でデビュー。
ちなみに、「りぼん」編集部から「椿ちゃん」という愛称をつけられている。

## コミックス
- C♥C♥C
- イケない♥保健室

## 作品
- カウント10!（2005年りぼんオリジナル2月号）
- パニックプールん♪（2005年りぼんオリジナル8月号）
- トイレの花男くん（2005年りぼん9月号）
- ダン×ボーイ（2006年りぼんチャレンジ増刊冬号）
- イケない♥保健室（2006年りぼんオリジナル4月号）
- ワッショイ!!（2006年りぼんびっくり増刊夏号）
- C♥C♥C（2006年りぼん11月号～2007年9月号）
- トイレの花男くん2（2007年りぼんスペシャル増刊夏号）
- あやかしHERO（2009年りぼんファンタジー増刊号、原作・津山冬）
- ミスキス!（2010年りぼんファンタジー増刊号[1]、原作・津山冬）